# The One with the Prom Video
"The One with the Prom Video", também conhecido em português como "Aquele com o Vídeo de Formatura", é o 14º episódio da 2ª temporada de Friends.

## O episódio
Joey, começa a ganhar dinheiro, e por isso dá a Chandler um bracelete de ouro como agradecimento por tanto tempo bancando parte de suas despesas. Chandler ridiculariza o bracelete quando ele estraga um encontro que Chandler marcava no Central Perk, isso perturba Joey, que acompanhava a conversa sem Chandler haver percebido. Chandler promete não tirá-lo de novo, porém depois, perde-o. Ele compra um substituto, mas o original é encontrado logo depois. Ele dá o que estava sobrando a Joey, a fim de reparar a sua amizade. Ross, continua a buscar o perdão de Rachel depois de insultá-la em um episódio anterior, mas ela diz a ele que eles nunca serão um casal. Os pais de Monica trazem caixas com alguns pertences dela para seu apartamento , e ela encontra um vídeo dela e Rachel se preparando para seu baile de formatura.
Os amigos decidem assistir ao vídeo, apesar de todas as objeções de Ross para ver a fita. No vídeo, o namorado de Rachel, Chip Matthews, não chegou a tempo, e Mônica se recusa a ir ao baile sem ela. A mãe de Ross o convence a usar o smoking de seu pai e levar Rachel ao baile. Ross, relutante concorda, mas durante o tempo que ele está se vestido e pronto para ir, Chip chega e as meninas já estão saindo. O vídeo termina com Ross olhando decepcionado e rejeitado para a porta. Rachel, tocada pelo gesto de Ross, se levanta do sofá e beija Ross, perdoando-o pelo que aconteceu entre eles.